# Самохвалов Олександр Миколайович
Олександр Миколайович Самохвалов (21 серпня 1894, Бежецьк, Тверська губернія, Російська імперія — 20 серпня
1971, Ленінград, СРСР) — радянський художник, живописець і графік, прикладник, монументаліст, плакатист. Заслужений діяч мистецтв РРФСР (1967), член Ленінградської організації Спілки художників РРФСР .

## Пам'ять
- На будинку за адресою В. О., Великий проспект, 8 у 2010 році було встановлено меморіальну дошку (архітектор Ст. Б. Бухаєв)[4] .

## Нагороди та звання
- Орден Леніна (27.10.1967) — за заслуги у розвитку радянського мистецтва, активну участь у комуністичному вихованні трудящих та багаторічну плідну роботу в закладах культури[5]
- Заслужений діяч мистецтв РРФСР (1967)